# Vistazo
Vistazo es una revista quincenal editada y distribuida en toda Latinoamérica por Editores Nacionales, con sede en la ciudad de Guayaquil.
La revista Vistazo fue fundada el 4 de junio de 1957 por Xavier Alvarado Roca, quien actualmente es su presidente y director general.
En 1995 se circuló la colección de los Discos Compactos inicialmente con la revista Vistazo, que fue el pionero en acercar a sus lectores a la música nacional, música clásica, música popular, música tropical, música urbana, música folkrórica, música ranchera, música latina, rock, música romántica, música rockolera, música retro, música del recuerdo, música de moda y los demás géneros musicales con el CD todas las quincenas a precios cómodos en sucres, que costaba en aquella época hasta que dejó de circular con aquella revista a finales de ese mismo año.